# فیسک‌دیل (ماساچوست)
فیسک‌دیل (به انگلیسی: Fiskdale) یک منطقهٔ مسکونی در ایالات متحده آمریکا است که در شهرستان ووستر، ماساچوست واقع شده‌است. فیسک‌دیل ۸٫۵ کیلومتر مربع مساحت و ۲٬۵۸۳ نفر جمعیت دارد و ۱۹۱ متر بالاتر از سطح دریا واقع شده‌است.